# 吉備稚媛
吉備 稚媛（きび の わかひめ、生年不明 - 雄略天皇23年（479年））は、日本古代の5世紀後半の吉備上道の豪族の娘。『日本書紀』に記されている雄略天皇の皇妃で、磐城皇子（いわきのみこ）、星川稚宮皇子（ほしかわ の わかみや の みこ）の生母。吉備上道田狭（きびのかみつみち の たさ）の元妻で、兄君（えきみ）、弟君（おときみ）の母。父は吉備上道臣（きびのかみつみち の おみ）、あるいは吉備窪屋臣（きび の くぼや の おみ）、もしくは葛城玉田（かずらき の たまだ）。

## 略歴
『日本書紀』によると、稚媛は当初、吉備上道臣田狭の妻であり、田狭との間に兄君と弟君の二人の息子を儲けていた。ところが、田狭が妻の美しさを友人たちに自慢して語るのを雄略天皇が耳にしたため、田狭が任那の長官として朝鮮半島に派遣されている任期中に、天皇は稚媛を妃にしてしまった。このため、田狭は新羅と組んで叛乱を起こし、新羅征伐と、百済に「手末才伎（たなすえ の てひと）」を求めてやってきた次男の弟君をそそのかして味方につけようとした。弟君はこれが原因で妻の樟媛によって暗殺され、寝室に埋められて死体を隠匿されてしまった、と伝えられている。
そうこうしている間に、稚媛は雄略天皇の二人の皇子を生み、このうち末の星川稚宮皇子を皇位につけることを願うようになった。しかし、白髪皇子（しらか の みこ、のちの清寧天皇）が立太子されてしまった。雄略天皇は遺詔の際にも、「星川皇子は悪いことや道理に反したことばかりして、兄弟の道におとっている。子供のことは父親が一番よく知っている。たとえ、星川皇子が志を得てともに国家を治めたとしても、辱めを臣や連らにあまねくし、庶民につらくあたり害を与えることだろう。悪い子孫は国民にはばかられ、よき子孫は大業を負担するのに堪えられるものだ」と言い残している。
しかし、それでも稚媛は諦めきれず、
と星川皇子に言った。星川の兄である磐城皇子は、「皇太子は私の弟だけれども、どうやって欺くことができようか（いや、できまい）。やるべきではない」と忠告したのだが、星川皇子は聞かずに、母親の言う通りにして、大蔵の役所を占拠し、外門をとざし閉めて敵に備え、官物を自由に扱った(略奪をした）。大伴室屋大連（おおとも の むろや おおむらじ)は天皇の遺詔に従い、東漢掬直（やまとのあや の つか の あたい）に言って、大蔵を取り囲んで放火し、星川皇子を焼き殺してしまった。このときに稚媛ももう一人の息子である兄君ともども焼死してしまった、と伝えられている。政略に翻弄された悲劇の人生であった。
この時、稚媛の一族である吉備上道臣たちは水軍40艘で来援しようとしたのだが、稚媛たちが火あぶりにあって殺されたと聞いて引き返してしまった。即位前の清寧天皇は、吉備氏の治めていた山部を没収した。
以上が巻第十四、巻第十五に収められている物語である。この叛乱は『書紀』の年代を信じるのならば、西暦479年に起こった、と推定される。
　

## 考証
稚媛は雄略天皇の三人の妃の一人であり、「吉備上道臣の女（むすめ）」・「吉備窪屋臣（きび の くぼや の おみ）の女」とあげられている。このことから推察されることは、
1. 吉備上道氏の主筋は稚媛の方であり、旦那である田狭はその婿であった可能性がある。
2. 別本にある田狭の妻、玉田宿禰（たまだ の すくね）の女である「毛媛」（けひめ）は、田狭の先妻あるいは側室であった可能性もある。「稚」媛という名前自体が「若い方の姫」といった意味であり、「兄君」・「弟君」同様、普通名詞であり、固有名詞ではない。
3. 雄略天皇と稚媛が結婚したのには、天皇家と吉備一族のつながりを強化し、中央集権を強化するといった政治的な目的があると思われる。

ということである。